# Avenida Altamirano (Valparaíso)
La Avenida Altamirano (Ruta F-72) es una arteria vial del borde costero de la ciudad de Valparaíso, Chile. En su trayecto pasa por las playas Carvallo, San Mateo y Las Torpederas. Continúa su trayecto como el Camino Costero de Valparaíso.
El nombre de la avenida se debe a Eulogio Altamirano Aracena, quien estuvo al mando de varios cargos en la ciudad puerto.
En la avenida se pueden encontrar miradores que ofrecen una muy buena panorámica del puerto y la bahía de Valparaíso.